# Survivor Series (2003)
Survivor Series 2003 est le dix-septième Survivor Series, pay-per-view de catch de la World Wrestling Entertainment. Il s'est déroulé le 16 novembre 2003 au American Airlines Center de Dallas, Texas.

## Résultats
- Sunday Night Heat match : Tajiri (w/Akio et Sakoda) def. Jamie Noble pour conserver le WWE Cruiserweight Championship (4:13) 
  - Tajiri a effectué le tombé sur Noble après un buzzaw kick.
- (5 contre 5) Survivor Series match: Team Angle (Kurt Angle, Chris Benoit, John Cena, Hardcore Holly, et Bradshaw) def. Team Lesnar (Brock Lesnar, The Big Show, Matt Morgan, Nathan Jones et A-Train) (13:15)

| Elimination # | Catcheur                               | Equipe                                 | Éliminé par                            | Manière                                                                                  | Temps                                  |
| ------------- | -------------------------------------- | -------------------------------------- | -------------------------------------- | ---------------------------------------------------------------------------------------- | -------------------------------------- |
| 1             | Hardcore Holly                         | Team Angle                             | Personne                               | Disqualifié pour avoir frappé l'arbitre en s'en prenant à Lesnar avant le début du match | 0:00                                   |
| 2             | A-Train                                | Team Lesnar                            | Bradshaw                               | Tombé après une Clothesline From Hell                                                    | 0:27                                   |
| 3             | Bradshaw                               | Team Angle                             | Big Show                               | Tombé après un Chokeslam                                                                 | 0:48                                   |
| 4             | Matt Morgan                            | Team Lesnar                            | Kurt Angle                             | Tombé après un Angle Slam                                                                | 9:11                                   |
| 5             | Nathan Jones                           | Team Lesnar                            | Kurt Angle                             | Soumission sur le Ankle Lock                                                             | 9:31                                   |
| 6             | Kurt Angle                             | Team Angle                             | Brock Lesnar                           | Tombé après un F-5                                                                       | 9:43                                   |
| 7             | Brock Lesnar                           | Team Lesnar                            | Chris Benoit                           | Soumission sur un Crippler Crossface                                                     | 11:43                                  |
| 8             | Big Show                               | Team Lesnar                            | John Cena                              | Tombé après un coup de chaine et un F-U                                                  | 13:15                                  |
| Survivants :  | John Cena et Chris Benoit (Team Angle) | John Cena et Chris Benoit (Team Angle) | John Cena et Chris Benoit (Team Angle) | John Cena et Chris Benoit (Team Angle)                                                   | John Cena et Chris Benoit (Team Angle) |
- Molly Holly def. Lita pour conserver le WWE Women's Championship (6:48)
  - Molly a réalisé le compte de trois sur Lita après un drop toe hold dans un coin sans protection.
- Kane def. Shane McMahon dans un Ambulance match (13:34)
  - Kane l'a emporté après avoir porté le Tombstone Piledriver sur le parterre et avoir placé Shane dans l'ambulance.
- The Basham Bros. (Doug et Danny) def. Los Guerreros (Eddie et Chavo) pour conserver le WWE Tag Team Championship (7:31)
  - Danny a effectué le tombé sur Chavo avec un roll-up.
- (5 contre5) Survivor Series match: Team Bischoff (Chris Jericho, Christian, Randy Orton, Scott Steiner et Mark Henry) def. Team Austin (Shawn Michaels, Rob Van Dam, Booker T, Bubba Ray Dudley, et D-Von Dudley) (27:27)

| Elimination # | Catcheur                    | Equipe                      | Éliminé par                 | Manière                                                                    | Temps                       |
| ------------- | --------------------------- | --------------------------- | --------------------------- | -------------------------------------------------------------------------- | --------------------------- |
| 1             | Scott Steiner               | Team Bischoff               | Booker T                    | Tombé après un Book-end                                                    | 7:28                        |
| 2             | Booker T                    | Team Austin                 | Mark Henry                  | Tombé après un World's Strongest Slam                                      | 7:57                        |
| 3             | Mark Henry                  | Team Bischoff               | RVD                         | Tombé après un 3-D de la part de Dudleys et un Five-Star Frog splash       | 10:03                       |
| 4             | RVD                         | Team Austin                 | Randy Orton                 | Tombé après un RKO                                                         | 12:06                       |
| 5             | D-Von Dudley                | Team Austin                 | Chris Jericho               | Tombé après un Flashback                                                   | 13:49                       |
| 6             | Bubba Ray Dudley            | Team Austin                 | Christian                   | Tombé après un Unprettier                                                  | 16:53                       |
| 7             | Christian                   | Team Bischoff               | Shawn Michaels              | Tombé après un Sweet Chin Music                                            | 20:28                       |
| 8             | Chris Jericho               | Team Bischoff               | Shawn Michaels              | Tombé avec un Cradle                                                       | 23:58                       |
| 9             | Shawn Michaels              | Team Austin                 | Randy Orton                 | Tombé à la suite d'un Batista Bomb de la part de Batista qui est intervenu | 27:27                       |
| Survivant :   | Randy Orton (Team Bischoff) | Randy Orton (Team Bischoff) | Randy Orton (Team Bischoff) | Randy Orton (Team Bischoff)                                                | Randy Orton (Team Bischoff) |
- - À la suite de cette défaite, Austin perdait son poste de Co-General Manager de RAW
- Vince McMahon def. The Undertaker dans un Buried Alive match (11:59)
  - Vince l'emportait quand Kane intervenait et enterrait Undertaker en utilisant un bulldozer.
- Goldberg (c) def. Triple H pour conserver le  WWE World Heavyweight Championship (11:45)
  - Goldberg l'emportait après avoir enchainé un spear suivit du jackhammer.